# Drusilasaura deseadensis
Drusilasaura deseadensis ("lagarto de Drusila Ortiz de Zárate del río Deseado") es la única especie conocida del género extinto Drusilasaura es un género de dinosaurio saurópodo titanosauriano que vivió a mediados del período Cretácico, entre el Cenomaniense y el Turoniense, hace 93 millones de años en lo que es hoy Sudamérica

## Descripción
Drusilasaura fue un saurópodo grande. La longitud de la escápula es de 143 centímetros, 30% más largo que el de Mendozasaurus.
Como todos los saurópodos, fue un gran herbívoros, de cuatro patas cuyo hábito se caracterizó por un cuerpo en forma de barril con patas columnares y un largo cuello y la cola. Drusilasaura era un representante relativamente grande de la Titanosauria.
Al igual que con todos los saurópodos, las vértebras están excavadas con cavidades internas y cavidades externas que reducen su peso. Las cavidades externas únicas estaban separadas por crestas óseas finas y laminares, llamadas láminas. La anatomía de estas láminas es muy variable en los saurópodos y a menudo sirve para diferenciar entre diferentes especies y géneros. Drusilasaura se puede distinguir por una combinación única de características de otros géneros que se encuentran principalmente en las láminas de la vértebras dorsales y caudal. Por ejemplo, dos robustas láminas espinodiapofisial presente en las vértebras dorsales anterior, láminas que corre del proceso transverso a la apófisis espinosa. Entre estas dos láminas había un hueco alargado y profundo. Además, las vértebras anteriores muestran una lámina circumneural que se extiende en un círculo alrededor de la salida posterior del orificio vertebral.

## Descubrimiento e investigación
Drusilasaura es conocido a partir del holotipo MPM-PV 2097/1 al 2097/19, un esqueleto fósil parcial que incluye cuatro vértebras dorsales, una vértebra del sacro, seis vértebras caudales, una escápula izquierda, fragmentos de la costilla derecha y otros fragmentos. Fue hallado por el paleontólogo Marcelo Tejedor buscando fósiles de mamíferos, en capas del Miembro Superior de la Formación Bajo Barreal, en el rancho de María Aike propiedad de la familia Ortiz de Zárate en la provincia de Santa Cruz al sur de la Patagonia, Argentina. Un equipo del Laboratorio de Paleontología de Vertebrados de la Universidad Nacional de la Patagonia San Juan Bosco subsecuentemente recolectaron los restos.
Drusilasaura fue nombrado por César Navarrete, Gabriel Casal y Rubén Martínez en 2011. La especie tipo es Drusilasaura deseadensis. El nombre genérico honra a Drusila Ortiz de Zárate, una joven de esta familia, por lo que se empleó la forma femenina del griego sauros, ~saura. El nombre de la especie se refiere al Río Deseado.

## Clasificación
Drusilasaura fue asignado al clado Titanosauria por sus descriptores basándose en la presencia de  pleurocelos acuminados en las vértebras dorsales y la procelia de las vértebras caudales anteriores. Así mismo se incluye dentro de  Titanosauridae por la ausencia de la articulación accesoria hipósfeno-hipantro y excluido de clados más derivados como Saltasaurinae por no mostrar centros caudales anteriores comprimidos dorso-ventralmente, más anchos que altos. Si bien Drusilasaura deseadensis presenta sólo una de las sinapomorfías que definen a Lognkosauria, pero se considera de importancia ya que es el único carácter sinapomórfico de las vértebras caudales que definen al clado. Dado esto se le considera un miembro probable del clado Lognkosauria. Si es así, podría ser el lognkosaurio más antiguo conocido.